# クリスティアン・モーザー
クリスティアン・モーザー（Christian Moser、1972年12月20日 - ）は、オーストリア、ケルンテン州・フィラッハ出身のスキージャンプ選手。

## プロフィール
1990年のジャンプ週間に開催国枠でワールドカップ初出場、しかしインスブルックでは72位、ビショフスホーフェンでは74位と振るわなかった。
1992/93シーズンから本格的に参戦し、1992年12月19日、札幌宮の森の試合で自身初の一桁順位（8位）となる。
1994年のリレハンメルオリンピック代表に抜擢されノーマルヒル10位、ラージヒル26位、団体では銅メダルメンバーの一員となった。
直後のラハティスキーゲームズではワールドカップ自己最高位の2位となった。
1995年の世界選手権ではノーマルヒル15位、ラージヒル41位、団体6位の成績を残した。
1997年現役引退。